# 2-arachidonoylglycerol
2-arachidonoylglycerol (2-AG) je endokanabinoid, tj. endogenní agonista receptoru CB1 a primární endogenní ligand pro receptor CB2. Jedná se o ester vytvořený z omega-6 mastné kyseliny kyseliny arachidonové a glycerolu, který je přítomen v poměrně vysokých hladinách v centrálním nervovém systému s kanabinoidními neuromodulačními účinky. Bylo nalezen v mateřském mléce a kravském mléce. Látka byla poprvé popsána v letech 1994–1995, ačkoli byla objevena dříve. Aktivace fosfolipáza C (PLC) a diacylglycerol-lipázy (DAGL) umožňuje syntézu a 2-AG je syntetizován z diacylglycerolu obsahujícího kyselinu arachidonovou (DAG).

## Výskyt
2-AG, je na rozdíl od anandamidu (endokanabinoidu) přítomen v centrální nervové soustavě v relativně vysokých koncentracích; jedná se o nejhojnější typ monoacylglycerolu v mozku myší a potkanů (asi 5 - 10 nmol/g tkáně). Detekce 2-AG v mozkové tkáni je komplikována poměrnou snadností jeho izomerace na 1-AG za standardních podmínek extrakce lipidů. Byl nalezen v mateřském mléce skotu i lidí.

## Objev
2-AG objevil Rafael Mechoulam a jeho student Shimon Ben-Shabaty. 2-AG byla známá chemická sloučenina, ale její výskyt u savců a jeho afinita k kanabinoidním receptorům byly poprvé popsána až v letech 1994–1995. Výzkumná skupina na Univerzitě Teikyo uvedla afinitu 2-AG ke kanabinoidním receptorům v letech 1994–1995 ale izolace 2-AG ze psů byla objevena v roce 1995 výzkumnou skupinou Raphael Mechoulam na Hebrejské univerzitě v Jeruzalémě, který navíc charakterizoval jeho farmakologické vlastnosti in vivo. 2-arachidonoylglycerol, vedle Anandamidu, byl druhým objevený, endokanabinoidem. Tento kanabinoid zavedl existenci kanabinoidního neuromodulačního systému v nervovém systému.

## Farmakologie
Na rozdíl od anandamidu je tvorba 2-AG závislá na vápníku a je zprostředkována aktivitou fosfolipázy C (PLC) a diacylglycerol-lipázy (DAGL). 2-AG působí jako plný agonista na receptoru CB1. Při koncentraci 0,3 nM indukuje 2-AG rychlý, přechodný nárůst intracelulárního volného vápníku v NG108-15 buňkách gliomu neuroblastomu X prostřednictvím mechanismu závislého na receptoru CB1. 2-AG je in vitro hydrolyzován monoacylglycerol-lipázou (MAGL), hydrolázou amidu mastné kyseliny (FAAH) a nepopsanými enzymy serinové hydrolázy ABHD6 a ABHD12. Přesný příspěvek každého z těchto enzymů k ukončení signalizace 2-AG in vivo není znám, ačkoli se odhaduje, že MAGL je zodpovědný za ~ 85 % této aktivity v mozku. Byly identifikovány transportní proteiny pro 2-arachidonoylglycerol a anandamid. Patří sem proteiny tepelného šoku (Hsp70s) a proteiny vázající mastné kyseliny (FABPs).

## Biosyntéza
2-arachidonoylglycerol se syntetizuje z diacylglycerolu obsahujícího kyselinu arachidonovou (DAG), která se odvíjí od zvýšení metabolismu inositolfosfolipidů účinkem diacylglycerol-lipázy. Molekula může být také tvořena cestami, jako je hydrolýza odvozená (diglyceridem) z fosfatidylcholinu (PC) a z kyseliny fosfatidové (PAs) působením DAG lipázy a hydrolýzou kyseliny lyzofosfatidové obsahující kyselinu arachidonovou působením fosfatázy.

## Příbuzná témata
- 2-Arachidonyl glyceryl ether
- Endokanabinoidní transportéry